# Amandla (film)
Amandla – południowoafrykańsko-kanadyjski dramat filmowy z 2022 roku w reżyserii i według scenariusza Neriny De Jager. W głównych rolach wystąpili: Lemogang Tsipa, Thabo Rametsi i Israel Matseke-Zulu. Film został wydany 21 stycznia 2022 roku na platformie streamingowej Netflix.

## Obasada
- Lemogang Tsipa jako Impi
- Thabo Rametsi jako Nkosana
- Israel Matseke-Zulu jako Shaka
- Charlie Bouguenon jako sierżant musztry
- Jaco Muller jako Klein
- Jacques Pepler jako student w akademii policyjnej
- Liza Van Deventer jako Elizabeth
- Marnitz van Deventer jako Pieter
- Lucky Koza jako oficer Lekgalagadi
- Rowlen Ethelbert von Gericke jako Simon
- Paballo Koza jako Phakiso